# Sinosticta debra
Sinosticta debra är en trollsländeart som beskrevs av Wilson och Xu 2007. Sinosticta debra ingår i släktet Sinosticta och familjen Platystictidae. Inga underarter finns listade i Catalogue of Life.